# KChart
KChart je nástroj na tvorbu grafů kancelářského balíku KOffice. Program může být spuštěn samostatně či přímo z programů jako KWord, KSpread apod. Oproti podobným nástrojům z konkurenčních balíků jsou možnosti tvorby grafů omezené.